# Orthodoxe Synagoge (Sopron)

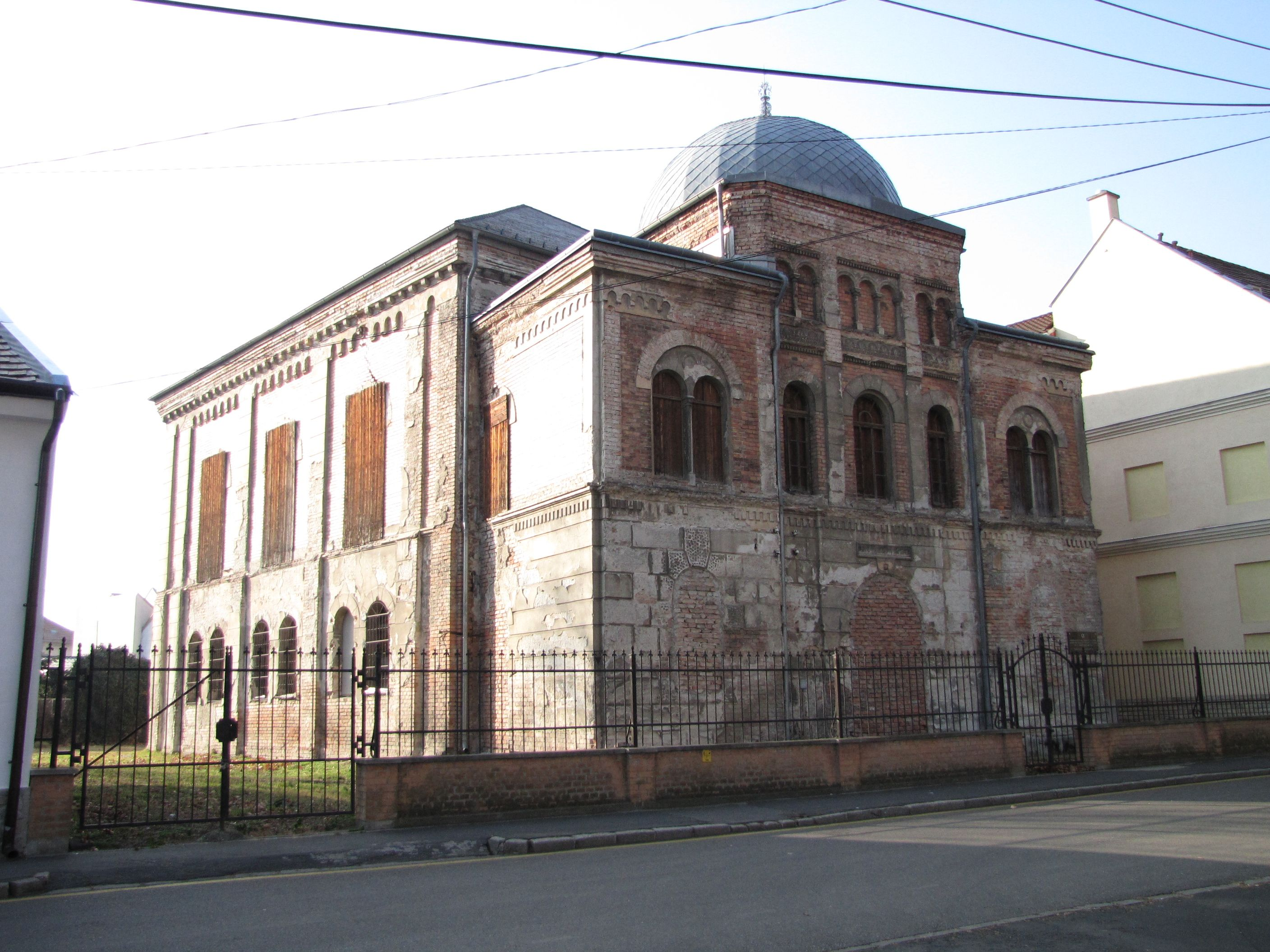
Neue Synagoge in Sopron

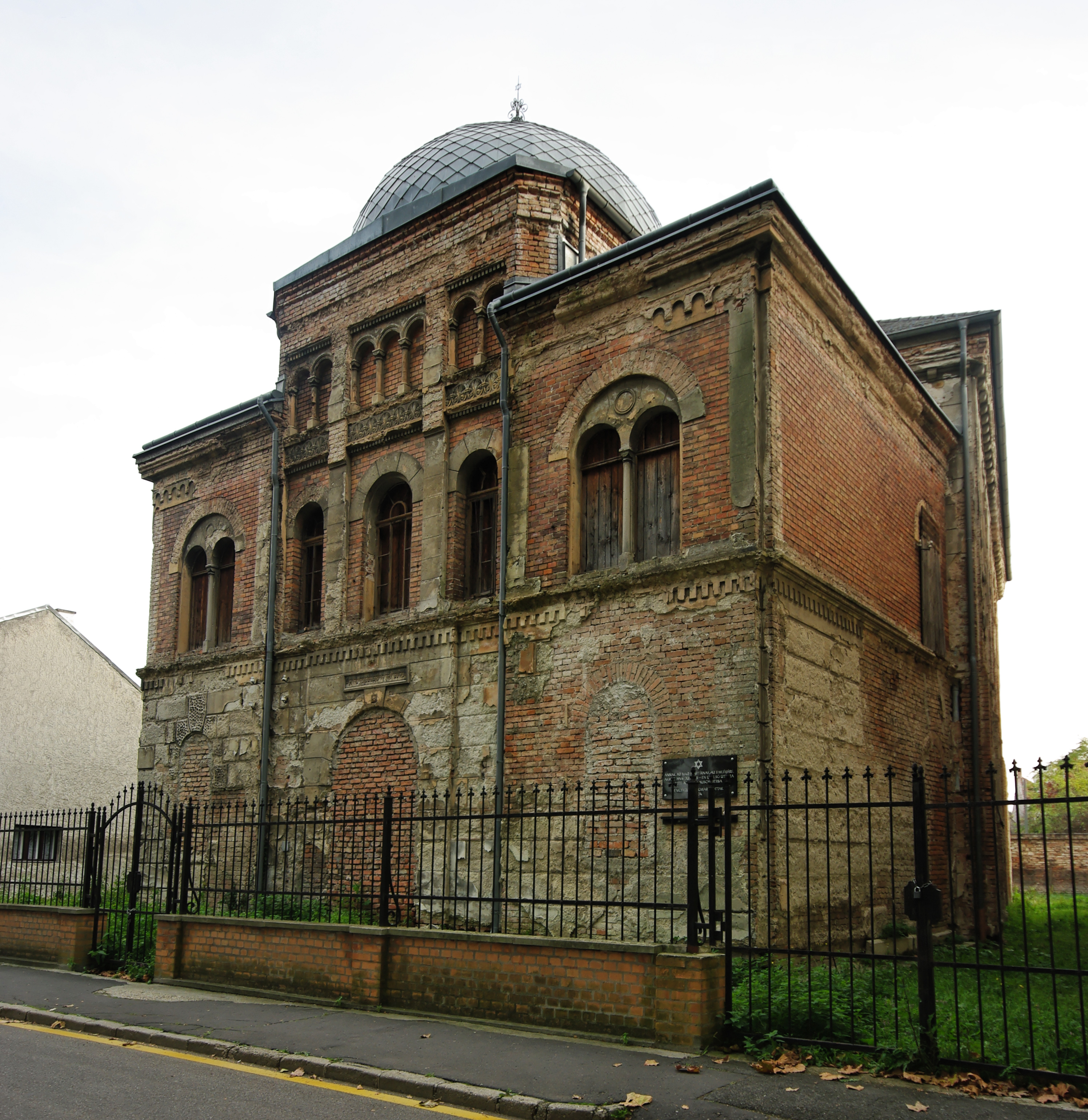
Neue Synagoge

Die Neue Synagoge (Orthodoxe Synagoge) am Paprét (Pfarrwiese) Nr. 12 in Sopron, einer Stadt im Westen von Ungarn, ist ein denkmalgeschütztes Gebäude im Stil des Historismus.

## Beschreibung
Die Synagoge wurde nach den Entwürfen des Architekten Jänos Schiller (1859–1907) 1890/91 im Stil der Neoromanik erbaut. Im Innern sieht man u. a. die von Gusseisensäulen gebildete Frauenempore. An der Fassade wurde ein Holocaust-Denkmal angebracht, ein Werk des Bildhauerkünstlers László Kutas.

## Geschichte
Im Juli 1944 wurden 1885 jüdische Bürger nach Auschwitz deportiert. Die aus der Deportation heimgekehrten Mitglieder der Soproner jüdischen Gemeinde konnten die Synagoge noch benutzen, aber nach 1956 hörte die jüdische Gemeinde auf zu bestehen. Den denkmalgeschützten Sakralbau hat die Stadtverwaltung Sopron im August 2005 erworben. Im Gebäude soll es eine Ausstellungsmöglichkeit für moderne Künstler geben. Für die originalgetreue Rekonstruktion der Synagoge wurde auch eine Stiftung gegründet.